# Revoluční scéna
Revoluční scéna, bylo české divadlo, které vzniklo v Praze v roce 1920.

## Vznik divadla, místo působení
Divadlo zahájilo činnost dne 3. září 1920. Sídlem souboru byl suterénní sál pražského paláce a hotelu Adria na Václavském náměstí v Praze,. Soubor však také uskutečňoval vystoupení např. v přírodním divadle v Šárce (uvedl zde hru Don Quichot v titulní roli s Vlastou Burianem). Na scéně Revoluční scény zase hostovaly jiné soubory, např. Dědrasbor zde vystoupil 20. prosince 1920 na Večeru Dělnické akademie.

## Zaměření divadla
Divadlo vzniklo ve zrevolucionizované situaci po převratu (vznik republiky v r. 1918) a bylo hodnotným levicovým partnerem pražských popřevratových měšťanských divadel. Zahájilo činnost na základě kabaretní koncese a sledovalo nový kabaretní styl, ze sálu byly odstraněny stoly. Zprvu se zaměřilo na kabaretní a veseloherní repertoár, tíhnoucí k protiměšťácké a protifeudální satiře groteskních poloh, ve druhém roce existence pak přibyly i celovečerní divadelní hry a vážná dramata, zobrazující bídu i mravní převahu vykořisťovaných lidí,. Charakteristickým pro Revoluční scénu byl groteskní a karikaturní humor, satirické skeče. Prostředí divadla bylo levicové, anarchistické a bohémské. K uváděným autorům patřili např. Klicpera, Šamberk, Hašek, Kisch, Olbracht, Nestroy, Machiavelli, Tolstoj, Čechov a Jevrejnov.

## Soubor divadla
Uměleckým vedoucím souboru, šéfem výpravy a režie byl Emil Artur Longen, který přivedl své kolegy z kabaretu Bum, jenž na stejném místě přibližně půl roku předtím existoval. Byli mezi nimi Ferenc Futurista, Eman Fiala, Saša Rašilov, Karel Noll, Vlasta Burian, Rudolf Jílovský a Josef Rovenský. Dále se souborem vystupovala Longenova manželka Xena, Míla Pačová, Rudolf Myzet, Josef Zora a další. Ředitelem divadla se stal na počátku Ferenc Futurista a dramaturgem divadla byl Václav Wasserman. Po náhlém odchodu Ference Futuristy z divadla angažoval Longen od září 1921 do prosince téhož roku Františka Smolíka, který byl nespokojený v divadle Uranie. Spolu s ním přišla i jeho žena Milada Smolíková.

## Repertoár divadla, výběr
- 1920 E. A. Longen: V přítmí svatyně
- 1920 G. Büchner: Vojcek
- 1920 Antonín Macek: Dáma a vrah
- 1920 E. A. Longen: Lepší lidé
- 1921 J. N. Nestroy: Lumpacivagabundus (v roli ševce vystoupil Vlasta Burian)
- 1921 G. S. Bouhélier: Otroci
- 1921 Ivan Olbracht: Pátý akt
- 1921 L. Šmíd: Batalion
- 1921 L. Šmíd: Z pražského zákoutí
- 1921 Molière: Létavý lékař
- 1921 A. P. Čechov: Na veliké cestě
- 1921 A. P. Čechov: Medvěd
- 1921 E. A. Longen: Veřejné mínění
- 1921 Niccolò Machiavelli: Mandragola
- 1921 V. K. Klicpera: Rohovín Čtverrohý
- 1921 E. E. Kisch: Nanebevzetí Tonky Šibenice(v titulní roli Xena Longenová)
- 1921 E. E. Kisch: Pasáci, pasáci
- 1921 F. F. Šamberk: Palackého třída 27
- 1921 Jaroslav Hašek, E. A. Longen: Dobrý voják Švejk ve světové válce (v titulní roli Karel Noll)
- 1921 Longen, Hašek, Kisch: Z Karlína do Bratislavy parníkem Lanna 8 za 365 dní (poslední premiéra divadla[11])

## Zánik divadla
Divadlo v roce 1921 převzal podnikatel A. Fencl, který nechal provést úpravy hlediště i jeviště. Další provoz byl pod názvem Divadélko Adria. V únoru roku 1922 divadlo zaniklo. Důvody byly především finanční, plynoucí z nedostatku diváků. Bez Longena a jeho ženy pak Fencl v Adrii uváděl ještě další díly Dobrého vojáka Švejka a expresionistickou grotesku Lva Blatného Kokoko-dák!. Po zániku divadla přešla část souboru (Longen s manželkou, V. Burian, F. Futurista a E. Fiala) do divadélka Rokoko.